# Лабзо (Авелино)
Лабзо је насеље у Италији у округу Авелино, региону Кампанија.
Према процени из 2011. у насељу је живело 599 становника. Насеље се налази на надморској висини од 202 м.